# فقر الدم الانحلالي الخلقي
فقر الدم الانحلالي الخلقي أو فقر الدم الانحلالي الوراثي هو فقر الدم الانحلالي الذي يحدث بشكل أساسي بسبب عيوب خلقية.

## الأنواع
يصنف فقر الدم الانحلالي الخلقي حسب الأسباب:
- أسباب وراثية تؤثر على أغشية كريات الدم الحمر:
  - كثرة الكريات الحمر الكروية الوراثية
  - كثرة الكريات الإهليلجية الوراثية
- أسباب وراثية تؤثر في استقلاب كريات الدم الحمر:[2]
  - عوز سداسي فوسفات الجلوكوز النازع للهيدروجين
  - عوز كيناز البيروفات
  - عوز ألدولاز أ
- اعتلالات الهيموغلوبين[3]
  - فقر الدم المنجلي
  - فقر الدم بخلل تكون الكريات الحمر الخلقي
  - ثلاسيميا